# Motor estacionário

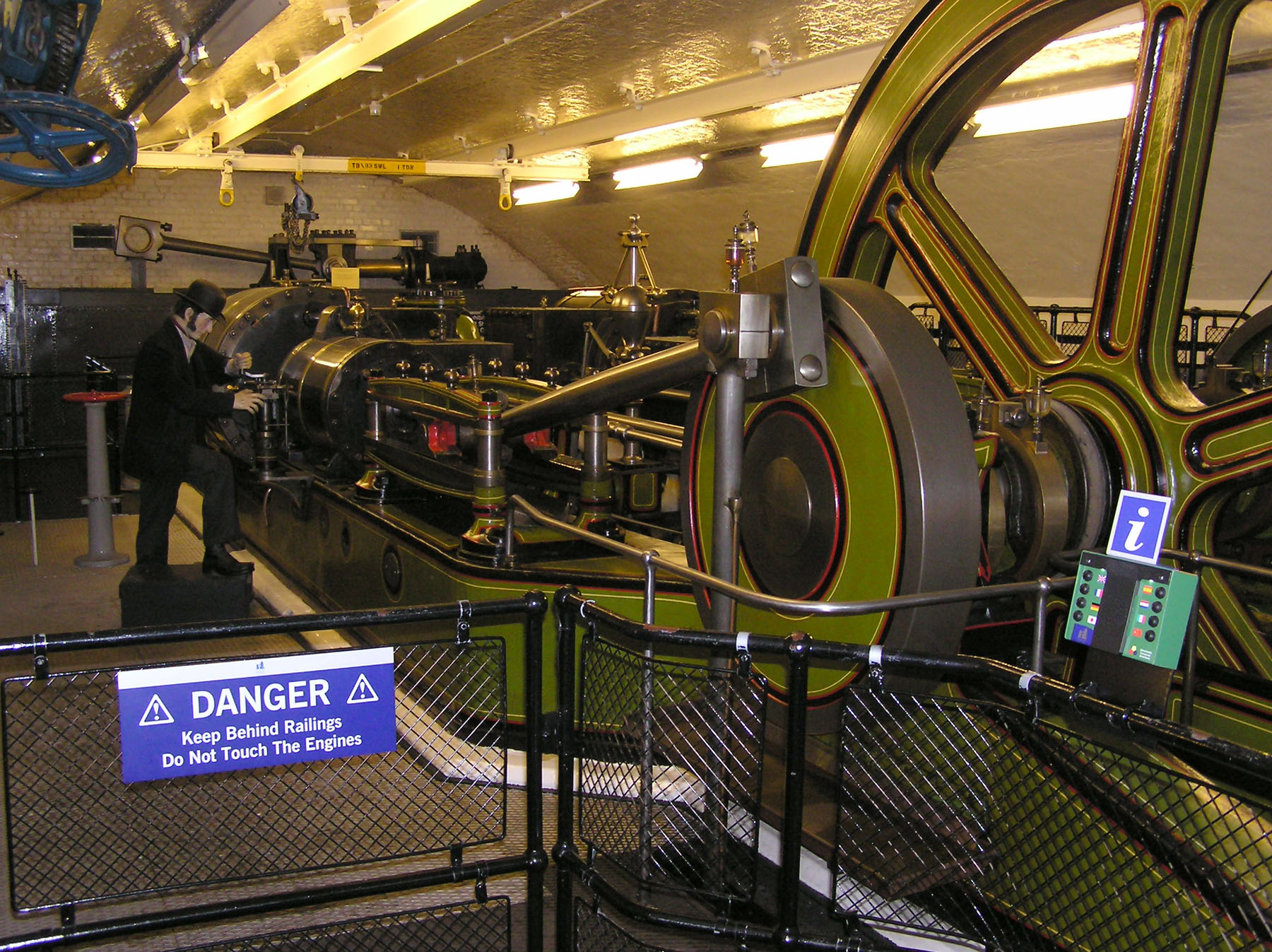
Um par de motores estacionários horizontais a vapor construído em 1894. Usado para bombear água da Tower Bridge.

O motor estacionário é um tipo de motor de combustão interna cujo conjunto não se auto-desloca, mas tem seu eixo acoplado para o funcionamento de máquinas (movimentação), sua principal característica é possuir rotação constante enquanto ligada. Normalmente não se usa para mover veículos, mas sim para "mover" máquinas fixas como: gerador, moinho, bomba, ou ferramentas de trabalho. 
Podem ser com ciclo diesel, ciclo de Otto, motor dois tempos ou motor a vapor. Também pode ser utilizado em veículos com propósitos independente como bombear água ou mover basculantes. Motocicletas a diesel de fabricação "caseira" são, muitas vezes, equipadas com motores originalmente empregados em uso estacionário.

## Descrição
Os motores estacionários possuem diversas dimensões e são aplicados para as mais diversas atividades, incluindo centrais elétricas, motores utilizado nas usinas e fábricas antes do uso generalizado da energia elétrica, motores utilizados em minas.
Os motores estacionários fabricados atualmente tem como principal propósito acionar geradores de eletricidade e compressores, ou acionar máquinas para extração de caldo de cana.

## Motores estacionários preservados
No Reino Unido, existem alguns museus onde os visitantes podem ver motores estacionários em operação. Muitos museus têm um ou mais motores, mas apenas uns poucos especialistas em motores estacionários de combustão interna. Entre eles estão o Internal Fire - Museum of Power, no País de Gales, e a Anson Motor Museum, em Cheshire. O Amberley Museu Trabalhando em West Sussex também tem motores, assim como Kew Bridge Steam Museum, em Londres.
Existem também eventos e festivais voltados para essa máquinas, como a Feira de vapor Grande Dorset, incluem uma seção de exposição para motores estacionários de combustão interna. Estes motores foram restaurados por entusiastas particulares e muitas vezes são exibidas em operação, ligando as bombas de água, geradores elétricos, ferramentas manuais, e assim por diante.

## Fabricantes
- Branco Motores
- Yanmar
- Rinno
- Deere & Company
- Honda
- Cummins
- Richard Hornsby & Sons
- R A Lister and Company
- Petters Limited
- Lister Petter
- MWM International Motores
- FPT Industrial
- Hatz Diesel
- Kubota